# NGC 5658
NGC 5658 (= NGC 5719) is een sterrenstelsel in het sterrenbeeld Maagd. Het hemelobject werd op 9 mei 1853 ontdekt door de Amerikaanse astronoom George Phillips Bond. Het was reeds eerder ontdekt door William Herschel.